# 冨吉建速神社・八剱社
冨吉建速神社・八劔社（とみよしたけはやじんじゃ・はちけんしゃ）は、愛知県海部郡蟹江町大字須成にある2つの神社。2社を合わせて須成神社（すなりじんじゃ）とも呼ばれる。旧社格は郷社。

## 祭神

### 主祭神
- 冨吉建速神社 - 素盞嗚尊（すさのおのみこと）
- 八劔社 - 草薙神霊（くさなぎのしんれい）

### 配祀神
- 熱田五神（あつたごしん）

## 歴史
この神社は天平5年（733年）に行基の勧請によって創建されたとされ、寿永元年（1182年）には源義仲（木曽義仲）が再建したとされるが、その真偽は定かでない。中世以降にはこの神社が富吉荘（現在の海部郡蟹江町周辺）の総氏神であった。室町時代後期の天文17年（1548年）には織田信長が社殿を修復したとされるが、その真偽は定かでない。豊臣秀吉や徳川家康などが参拝し、この神社に寄進を行っている。
かつての冨吉建速神社は牛頭天王社（単に天王社、天王とも）と呼ばれており、慶長19年（1614年）から長らく牛頭天王社という表記だった。弘化3年（1846年）に完成した『尾張志』には牛頭天王社も登場し、八劔社は牛頭天王社の末社という扱いだった。
しかし明治期に国家神道を推し進める中で、仏教の天部神である牛頭天王は好ましくないとされたため、建速須佐之男命（たけはやすさのおのみこと）を祭神として牛頭天王社から冨吉建速神社に改称した。1872年（明治5年）の『第八拾五区海東郡社寺調』では、須成村の鎮守として八劔社が記され、八劔社の境内に冨吉建速神社があるとされている。1953年（昭和28年）3月31日には冨吉建速神社の本殿と八劔社の本殿がそれぞれ重要文化財に指定された。

## 祭礼

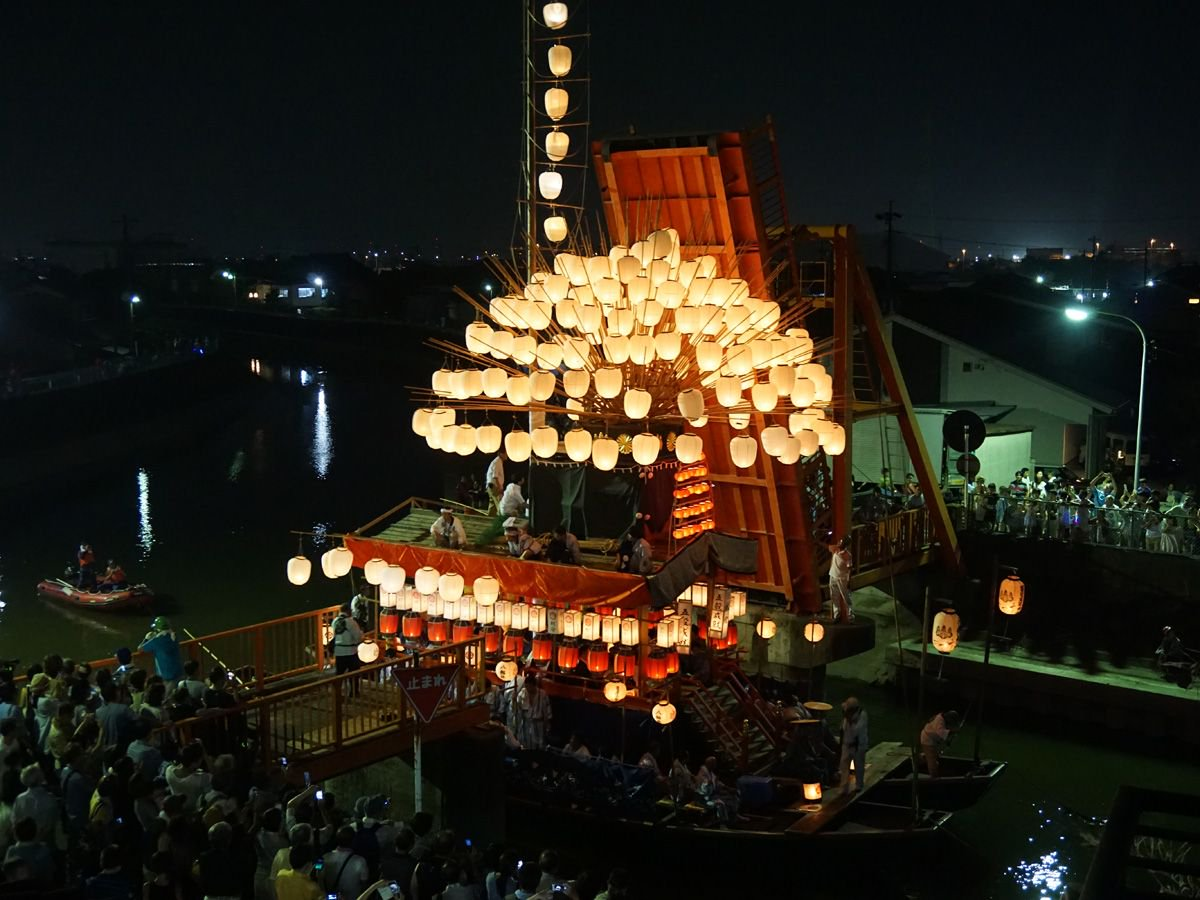
須成祭の宵祭

毎年8月第1土曜日・日曜日には冨吉建速神社・八劔社の祭礼として、蟹江川の川祭りである須成祭が開催される。7月の稚児定めから10月の棚下しまで、約100日間に渡って様々な祭事が行われることから、「百日祭」という別名を持つ。「神葭の神事」（みよしのしんじ）と「車楽船の川祭」（だんじりぶねのかわまつり）の2部構成となっており、「車楽船の川祭」が行われるのは8月第1土曜日・日曜日である。1980年（昭和55年）には須成祭が愛知県指定無形民俗文化財に指定された。2012年（平成24年）3月8日に「須成祭の車楽船行事と神葭流し」として重要無形民俗文化財に指定された。2016年（平成28年）12月には、須成祭が「山・鉾・屋台行事」の一部としてユネスコの無形文化遺産に登録された。

## 文化財

### 重要文化財
- 冨吉建速神社本殿(附:棟札5枚)
  - 一間社流造・桧皮葺[4]。前流れの屋根を持ち、梁の上には蟇股（かえるまた）が置かれている[4]。室町時代後期とも安土桃山時代初期ともいわれる[4]。
  - 1953年（昭和28年）3月31日に重要文化財に指定された。

- 八劔社本殿(附:棟札6枚)
  - 三間社流見世棚造・桧皮葺[4]。前流れの屋根を持ち、梁の上には蟇股が置かれている[4]。室町時代初期とされる[4]。
  - 1953年（昭和28年）3月31日に重要文化財に指定された。

#### 蟹江町指定文化財
- 鋳鉄造釣灯籠
- 神前鏡
- 石造狛犬1対
- 木造狛犬1対
- 棟札10枚
- 須成祭山車人形
- 彩色陶製狛犬

### ギャラリー

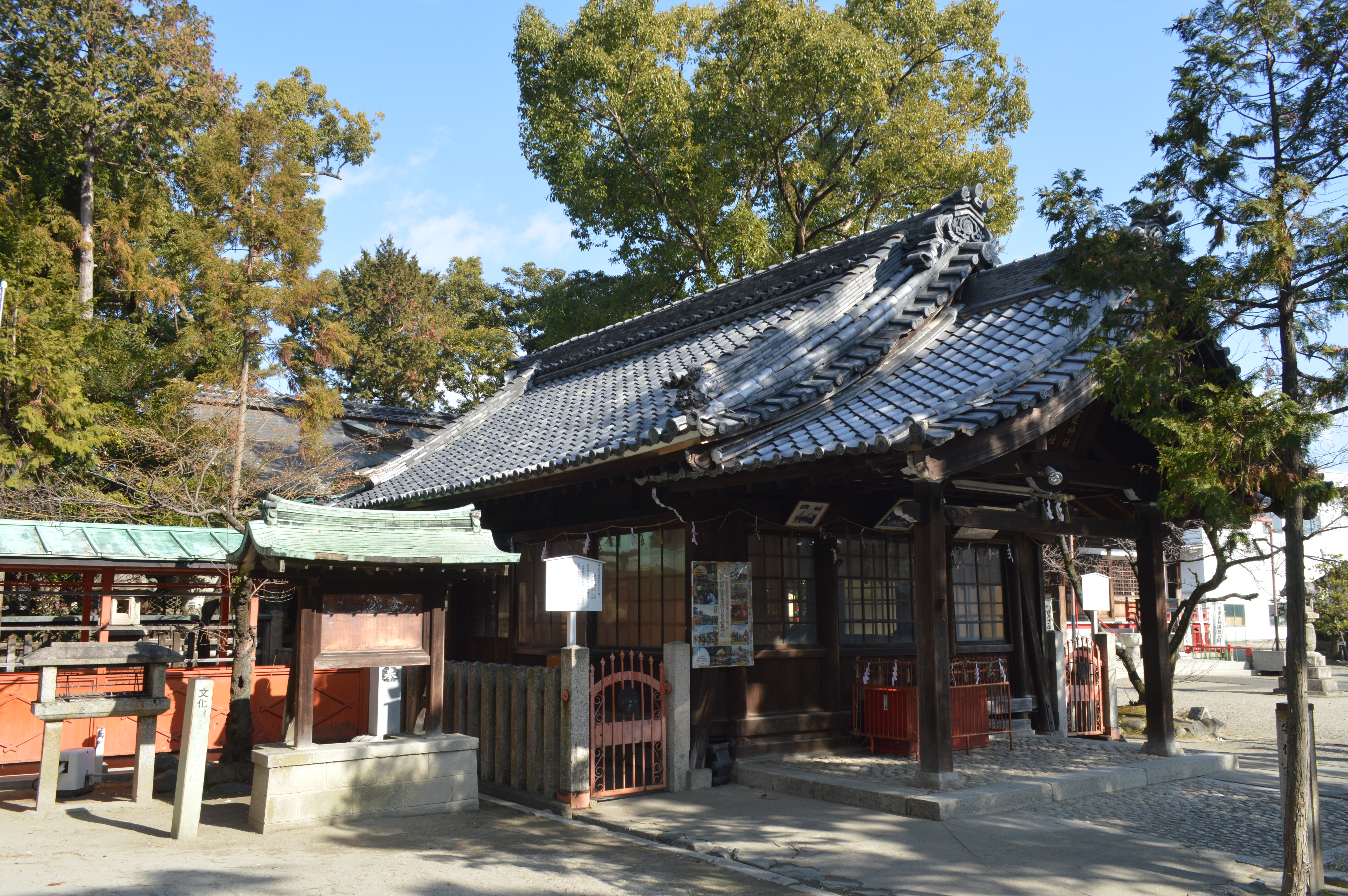
冨吉建速神社・八劔社の拝殿
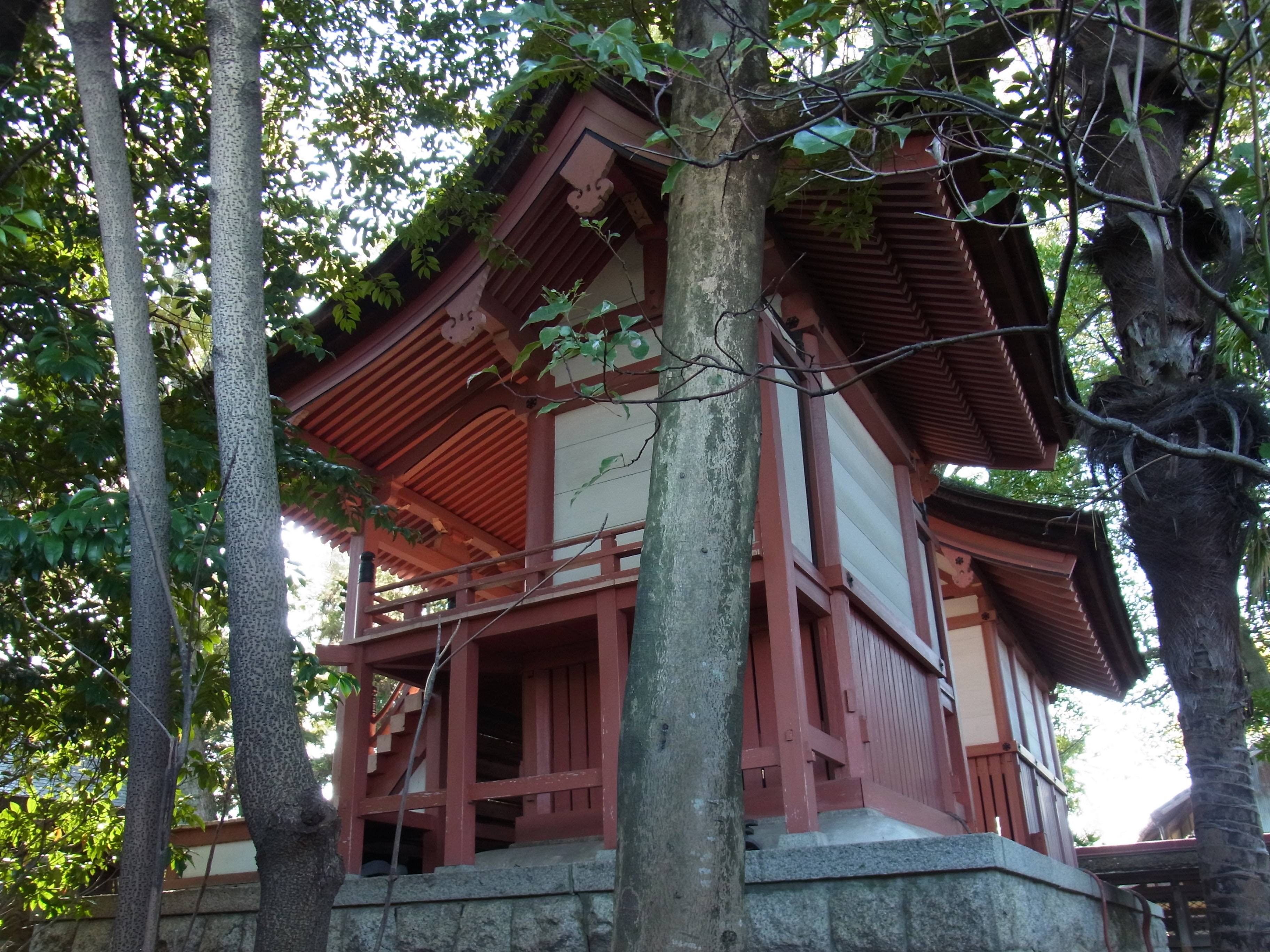
冨吉建速神社・八劔社の本殿

## 現地情報

### 所在地
- 愛知県海部郡蟹江町大字須成字門屋敷上1363番地

### アクセス
- JR関西本線 蟹江駅から北西に徒歩で約15分。

### 周辺
- 龍照院 - 神社の東側に隣接しており、神仏習合の形態が残っているとされる。
- 蟹江川 - 神社の西側にが流れている。
- 蟹江町観光交流センター「祭人」